# Прудников, Николай Александрович
Николай Александрович Прудников (род. 1 января 1998, Малое Заречье, Могилёвская область) — российский футболист, нападающий клуба БАТЭ.

## Биография

### Клубная карьера
Родился в 1998 году в белорусском городе Шклов. Его отец занимался вольной борьбой и изначально отдал сына на занятия по борьбе. В спортивном комплексе занятия по борьбе и футболу проходили параллельно и вскоре Николай перешёл в футбол. Несколько лет занимался в школе могилёвского «Днепра». В возрасте 14 лет переехал в Москву, где поступил в школу «Чертаново».
Дебютировал на профессиональном уровне 10 апреля 2016 года, появившись в стартовом составе на матч первенства ПФЛ против пензенского «Зенита» (1:0), и стал автором единственного гола в матче. В сезоне 2016/17 Прудников стал лучшим бомбардиром зоны ПФЛ «Запад», забив 12 голов в 16 матчах. В 2017 году подписал контракт с петербургским «Зенитом», за фарм-клуб которого выступал в ФНЛ следующие полтора сезона. В феврале 2019 года на правах аренды вернулся в «Чертаново», также выступавшее в ФНЛ, и провёл в команде полтора сезона.
Летом 2020 года перешёл в «Оренбург», провёл в клубе два сезона, становился вторым (2020/21) и третьим (2021/22) призёром первого дивизиона. После выхода «Оренбурга» в премьер-лигу летом 2022 года покинул клуб. 
В декабре 2022 года присоединился к венгерскому клубу «Мезёкёвешд».

### Карьера в сборной
В 2015 году в составе сборной России до 17 лет принимал участие в юношеском чемпионате мира в Чили, где сыграл во всех 4 матчах и дошёл со сборной до стадии 1/8 финала. Также выступал за сборную до 19 лет.

## Достижения
- Лучший бомбардир первенства ПФЛ (зона «Запад»): 2016/17 (12 голов)